# 김창업

연행록

김창업(金昌業, 1658년 ~ 1722년)은 조선 후기의 화가, 관료이다. 자는 대유(大有), 호는 노가재(老稼齋) 또는 가재(稼齋), 본관은 안동이다. 우암 송시열의 문인이다. 또한 단원 김홍도의 스승 중의 한사람이기도 하다. 당색은 서인, 노론이다.

## 생애

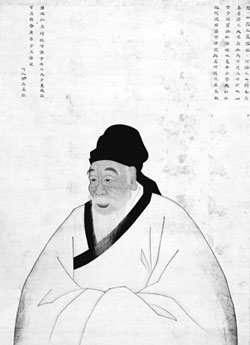
1689년 그가 그린 송시열 영정

영의정 김수항의 아들이며 진사에 급제하여 성균관에 입교 성균관진사가 되었으며, 동몽교관과 통덕랑을 지냈다. 1689년(숙종 15년) 기사환국으로 아버지 김수항이 사사되자 관직에 뜻을 버리고 시문과 학문, 그림 등을 교육하였다. 시문과 그림에 뛰어났으며 단원 김홍도의 스승 중의 한사람이다.
괴산군 화양 서원에 있는 송시열의 화상은 그가 그린 것을 화공이 그대로 베낀 것이다. 숙종 때 형인 김창협과 북경에 다녀와서 기행문 〈연행록〉을 썼다. 저서로 〈노가재집〉이 있다.
1722년(경종 2년) 그가 개인적으로 땅을 개간하여 열무장(閱武場)을 만든 것을 두고 대간에서 탄핵하여 폐쇄시키기도 하였다. 1792년(정조 16년) 6월 3일 손자 김이익(金履翼)이 통정대부 수충청도관찰사(종2품직)에 임명되었으므로 증조부였던 그는 법전에 따라 증 통훈대부 사복시정에 추증되었다.
한편 그의 다른 손자 김양행이 1779년에 형조참판에 임명된 바 있어 1792년 6월 3일 다시 증 통정대부 이조참의에 추증되었다.

## 가족 관계
- 할아버지 : 김광찬(金光燦)
  - 아버지 : 김수항(金壽恒)
  - 어머니 : 나성두(羅星斗, 안정나씨)의 딸
    - 형님 : 김창집(金昌集)
    - 형님 : 김창협(金昌協)
    - 형님 : 김창흡(金昌翕)
    - 동생 : 김창집(金昌緝)
    - 동생 : 김창립(金昌立)
    - 부인 : 익풍군(益豐君) 이속(李涑)의 딸
      - 장남 : 김우겸(金祐謙)
        - 손자 : 김유행(金由行)
          - 증손자 : 김이흥(金履興) 외 3명

      - 차남 : 김언겸(金彦謙)
        - 손자 : 김제행(金悌行)
          - 증손자 : 김이대(金履大) 외 2명

      - 삼남 : 김신겸(金信謙)
        - 손자 : 김양행(金亮行)
          - 증손자 : 김이구(金履九)
            - 현손자 : 김건순(金建淳)

      - 사남 : 김비겸(金卑謙)

    - 첩 : 이름 불명
      - 오남 : 김윤겸(金允謙)
        - 손자 : 김지행(金摯行), 김용행(金龍行)

      - 장녀 : 풍릉부원군 조문명(趙文命, 풍양조씨)에게 출가

## 저서
- 〈가재연행록(稼齋燕行錄)〉
- 〈노가재집(老稼齋集)〉

## 같이 보기
| - 경신환국 - 기사환국 - 김창집 - 김창협 - 김수항 - 조문명 - 현빈 조씨 - 조현명 - 김수흥 - 송시열 - 송준길 - 권상하 | - 김홍도 - 장승업 - 조현명 - 조문명 - 효순왕후 - 효장세자 - 정빈이씨 - 송석원 |